# Assulella
Assulella là một chi bướm đêm thuộc phân họ Olethreutinae trong họ Tortricidae.

## Các loài
- Assulella anoechtotera Diakonoff, 1983
- Assulella archaea Diakonoff, 1983
- Assulella kuznetsovi Diakonoff, 1983